# Zduńska Wola
Zduńska Wola é um município da Polônia, na voivodia de Łódź e no condado de Zduńska Wola. Estende-se por uma área de 24,58 km², com 42 374 habitantes, segundo os censos de 2017, com uma densidade de 1724,6  hab/km².